# Next Generation ATP Finals
Next Generation ATP Finals, oficiálně Next Gen ATP Finals presented by PIF, je spolu s Turnajem mistrů jednou ze dvou závěrečných tenisových událostí mužského profesionálního okruhu ATP Tour. Turnaj byl založen v roce 2017 pro osm nejlépe postavených mladých tenistů do 21 let na žebříčku ATP. V roce 2024 byla věková hranice startujících snížena na 20 let. Událost je také označována jako Turnaj mistrů do 20 let. Soutěž doprovází testování inovovaných pravidel, s cílem zatraktivnit „bílý sport“.
V letech 2023–2027 se koná v přímořské Džiddě v hale komplexu King Abdullah Sports City, jakožto první oficiální turnaj ATP v Saúdské Arábii. Mezi roky 2017–2022 probíhal v italském Miláně, kde se dějištěm v roce 2019 stal krytý dvorec s tvrdým povrchem GreenSet, postavený v aréně Allianz Cloud.

## Historie
Poté, co Asociace tenisových profesionálů provedla výběr místa konání, v listopadu 2016 oznámila, že se Italská tenisová federace s Italským olympijským výborem staly pořadately prvních pěti ročníků tenisového turnaje pro mladé hráče do 21 let. Za dějiště byla pro období 2017–2018 zvolena hala Fieramilano na výstavišti Fiera Milano, kterou nahradila milánská víceúčelová aréna Allianz Cloud.. Druhou závěrečnou událost sezóny představuje tradiční Turnaj mistrů.

## Kvalifikační kritéria

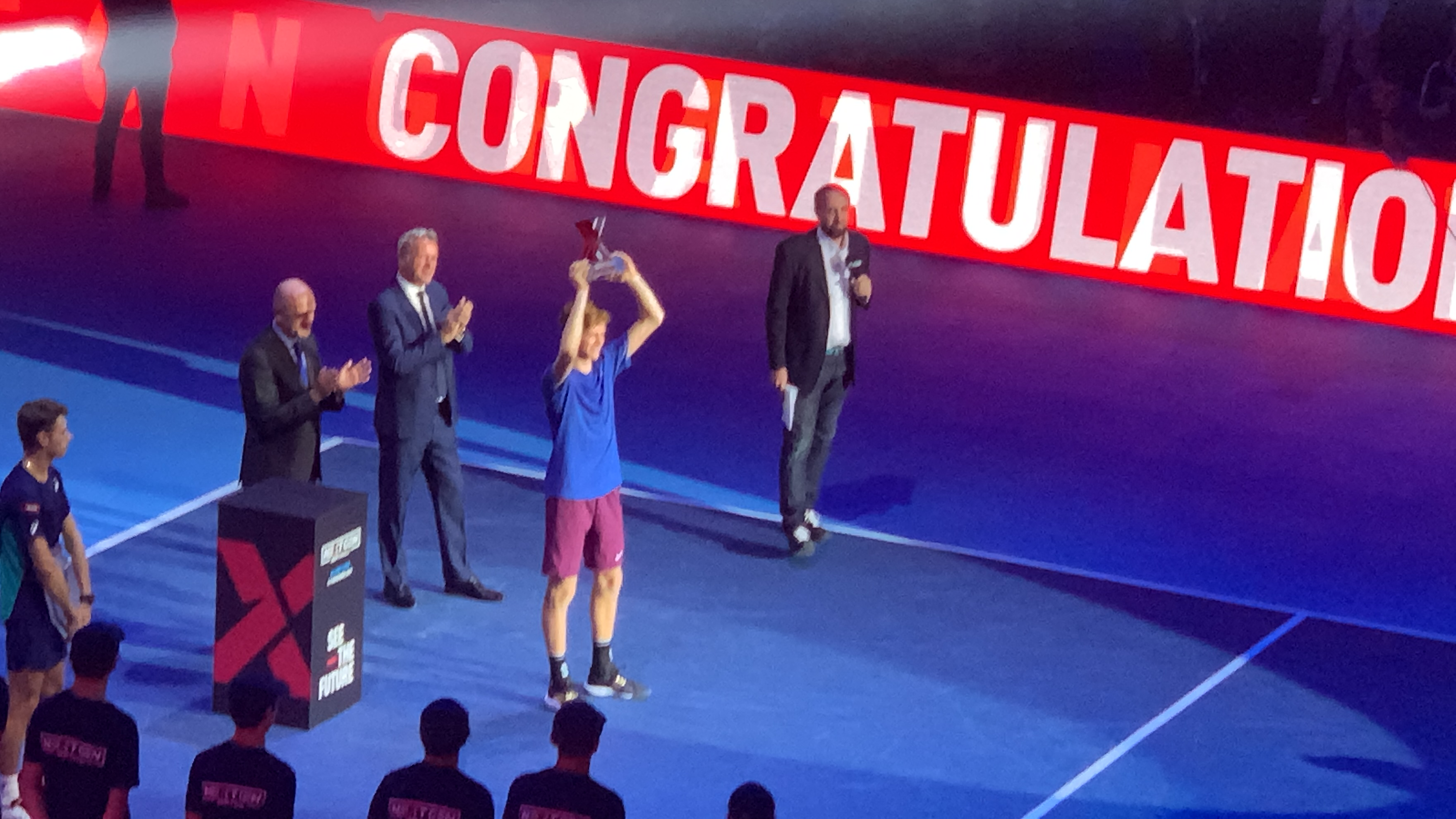
Ital Jannik Sinner vyhrál turnaj v roce 2019

Na pětidenním turnaji startují hráči do 20 let po obdržení pozvání, do roku 2023 do 21 let. Sedm či osm z nich se kvalifikuje na základě nejvyššího postavení v singlovém žebříčku ATP – ATP Race to Jeddah. Osmé místo může být určeno ve formě divoké karty. Pro ročník 2024 byli věkově zůsobilí tenisté narození v roce 2004 a později.

## Formát
Formát kopíruje schéma Turnaje mistrů, s dvěma základními skupinami a finálovou fází vyřazovacím systémem. 
Každý z osmi tenistů hraje tři zápasy v jedné ze dvou čtyřčlenných základních skupin. První dva tenisté z každé skupiny postupují do semifinále, které probíhá vyřazovacím systémem pavouka. Vítězové skupin se utkávají s druhými v pořadí, kteří nebyli součástí jejich skupiny. Postupující ze semifinále pak hrají finálový duel.

## Inovace pravidel
Do turnaje byla zavedena inovovaná pravidla:
- zápas ATP na tři vítězné sety
- Fast4 tenis – rychlý formát tenisu 
  - první z hráčů, jenž dosáhl čtyř gamů, získává celý set,
  - tradiční 7bodový tiebreak následuje po stavu her 3–3,
  - během gamů nejsou hrány výhody,
- 3minutová rozehra před zahájením utkání,[11]
- časomíra zajišťující pravidlo zahájit podání do 25 sekund (od 2022),[12]
- zahájení výměny do 15 sekund po esu, dvojchybě a předchozí výměně do dvou úderů,[12][11]
- 8 sekund mezi prvním a druhým servisem a po doteku sítě (od 2023),
- koučování z trenérského boxu,
- elektronický čárový rozhodčí,
- volný pohyb publika během prvních tří gamů, poté je zakázán v oblasti základních čar,[11]
- nejvýše jedna zdravotní přestávka hráče na zápas,
- jeden odchod do šatny na toaletu (3 minuty) a převlečení (2 minuty),[13]
- 90sekundová výměna stran vsedě po odehrání prvních tří gamů, za stavu 3–2 na gamy a po skončení setu (od 2022)[12][11]
- nošení wearables – chytrých zařízení snímajících a vizualizujících biometrická data hráče, informujících o jeho fyzickém výkonu (od 2023).[14]
- platforma Tennis IQ pro rychlou analýzu hry, s videozáznamy opatřenými daty a aktualizací v reálném čase, dostupná trenérům u dvorce.[14][11]

## Body a finanční odměny
Z turnaje nejsou hráčům přidělovány žádné body do žebříčku ATP. Celková dotace i finanční odměny dosáhly v roce 2024 částky 2 050 000 dolarů.

## Místo konání
| Místo                  | období    | dějiště                              | povrch       | kapacita  | kapacita     |
| ---------------------- | --------- | ------------------------------------ | ------------ | --------- | ------------ |
| Milán, Itálie          | 2017–2018 | Fieramilano, výstaviště Fiera Milano | tvrdý / hala | 4000–5000 | [ 17 ]       |
| Milán, Itálie          | 2019–2022 | Allianz Cloud                        | tvrdý / hala | 5 420     | [ 18 ]       |
| Džidda, Saúdská Arábie | 2023–2027 | King Abdullah Sports City            | tvrdý / hala | 3 000     | [ 19 ] [ 6 ] |

## Přehled finále

### Dvouhra
| Místo  | rok  | vítěz                           | finalista                       | výsledek                           |                                 |
| ------ | ---- | ------------------------------- | ------------------------------- | ---------------------------------- | ------------------------------- |
| Milán  | 2017 | Čong Hjon                       | Andrej Rubljov                  | 3–4(5–7), 4–3(7–2), 4–2, 4–2       |                                 |
| Milán  | 2018 | Stefanos Tsitsipas              | Alex de Minaur                  | 2–4, 4–1, 4–3(7–3), 4–3(7–3)       |                                 |
| Milán  | 2019 | Jannik Sinner                   | Alex de Minaur                  | 4–2, 4–1, 4–2                      |                                 |
| Milán  | 2020 | nehráno pro pandemii koronaviru | nehráno pro pandemii koronaviru | nehráno pro pandemii koronaviru    | nehráno pro pandemii koronaviru |
| Milán  | 2021 | Carlos Alcaraz                  | Sebastian Korda                 | 4–3(7–5), 4–2, 4–2                 |                                 |
| Milán  | 2022 | Brandon Nakashima               | Jiří Lehečka                    | 4–3(7–5), 4–3(8–6), 4–2            |                                 |
| Džidda | 2023 | Hamad Medjedović                | Arthur Fils                     | 3–4(6–8), 4–1, 4–2, 3–4(9–11), 4–1 |                                 |
| Džidda | 2024 | João Fonseca                    | Learner Tien                    | 2–4, 4–3(10–8), 4–0, 4–2           |                                 |

## Rekordy a statistiky
| Rekord                      | Rekord       | držitelé rekordu                                                                                          |
| --------------------------- | ------------ | --- |
| Nejvíce titulů              | 1            | Čong Hjon Stefanos Tsitsipas Jannik Sinner Carlos Alcaraz Brandon Nakashima Hamad Medjedović João Fonseca |
| Nejvíce finále              | 2            | Alex de Minaur (2018, 2019)                                                                               |
| Nejvíce vyhraných zápasů    | 8            | Alex de Minaur                                                                                            |
| Nejmladší účastník          | 18 let a 2 m | Jannik Sinner (2019)                                                                                      |
| Nejmladší finalista         | 18 let a 2 m | Jannik Sinner (2019)                                                                                      |
| Nejmladší vítěz             | 18 let a 2 m | Jannik Sinner (2019)                                                                                      |
| Nejstarší vítěz             | 21 let a 5 m | Čong Hjon (2017)                                                                                          |
| Nejvýše postavený vítěz     | 15. ATP      | Stefanos Tsitsipas (2018)                                                                                 |
| Nejníže postavený finalista | 145. ATP     | João Fonseca (2024)                                                                                       |
| Nejníže postavený vítěz     | 145. ATP     | João Fonseca (2024)                                                                                       |
| Leváci ve finále            | 1            | Learner Tien (2024)                                                                                       |

| Výkony ve dvouhře       | Výkony ve dvouhře | účastníci Next Gen ATP Finals |
| ----------------------- | ----------------- | --- |
| Světové jedničky ATP    | 3                 | Daniil Medveděv (2022) Carlos Alcaraz (2022) Jannik Sinner (2024)                                                                  |
| Grandslamoví vítězové   | 3                 | Daniil Medveděv Carlos Alcaraz Jannik Sinner                                                                                       |
| Olympijští medailisté   | 3                 | Alexander Zverev Carlos Alcaraz Lorenzo Musetti                                                                                    |
| Start na Turnaji mistrů | 9                 | Carlos Alcaraz Alex de Minaur Taylor Fritz Daniil Medveděv Andrej Rubljov Holger Rune Casper Ruud Jannik Sinner Stefanos Tsitsipas |